# Burlingame (Kalifornia)
Burlingame – miasto w Stanach Zjednoczonych, w stanie Kalifornia, w hrabstwie San Mateo.